# Nicolas d'Arcies
Nicolas d'Arcies, mort le 24 septembre  1376 à Paris, est un prélat français du XIVe siècle.

## Biographie
Frère de Pierre évêque de Troyes, Nicolas d'Arcies est  chanoine et trésorier de l'église de Troyes et  chanoine de Notre-Dame de Paris.  Le pape Grégoire XI le promeut à l'évêché d'Auxerre en 1372-1373.
Pour favoriser les chanoines d'Appoigny, l'évêque les exempte de payer la dîme des terres et vignes qu'ils possèdent. En 1374, Nicolas d'Arcies acquit à Sacy un domaine considérable. La même année, il est fait président clerc de la Chambre des comptes en place de Jean Dangerant.
Le roi Charles V le désigne comme un des conseillers de la reine, en cas de régence.

## Source
- Mémoires concernant l'histoire civile et ecclésiastique d'Auxerre, Volume 2, Auxerre, 1851.